# Veliki komet iz leta 838
Véliki komet iz leta 838 (oznaka X/838 V1) je komet, ki so ga kitajski astronomi opazili 10. novembra leta 838 .
Nahajal se je v ozvezdju Krokarja (Corvus).
Dva dni pozneje so ga opazili tudi japonski astronomi. Opisali so ga kot zvezdo, ki je podobna svetlemu meču.
Po kitajskih virih je 13. novembra njegov rep segal več kot 50° v dolžino.